# Trychosis sibirica
Trychosis sibirica är en stekelart som beskrevs av Győző Szépligeti 1901.
Trychosis sibirica ingår i släktet Trychosis och familjen brokparasitsteklar. Inga underarter finns listade i Catalogue of Life.